# 畑信也
畑 信也（はた しんや、1979年12月6日 - ）は、京都府出身の日本のプロビーチバレーボール選手（元インドアバレーボール選手）・ファッションモデルである。グランディア所属。

## 来歴
洛陽工業高校で春高バレーボール、インターハイなど全国大会に出場。
鹿屋体育大学在学中、ぴあカップに参加。優勝を果たす。ユニバーシアードにも参加。
卒業後、ビーチに本格転向。国内外を転戦し活躍。
2007年3月からは、モデル活動も開始。東レ・デサントの水着キャンペーンボーイに選ばれた。

### 特技
バレーボール（春高バレー・インターハイ出場）、ビーチバレーボール、スノーボード、バスケットボール、スポーツ全般、大食い。

### 趣味
絵画、サイクリング、音楽・映画鑑賞 

### 資格
教員免許、普通自動車免許、中型自動二輪免許

## ビーチバレーボール以外の活動

### テレビ番組
- easy sports（2009年11月、テレビ朝日）

### CM
- 永谷園　- 『超極太そば　噛む。』「いざ！」篇 (2008/9～) 単独メイン出演
- アサヒビール - 『アサヒスーパードライ』「自然エネルギー」(2008?～)
- 花王 -『サクセス』サクセスリンス　(2008?～)

### その他
- デサント・東レのコラボレーションによる男性プールサイドウェア 「 T-body 」 
  - 『Mr.T-body』2007年・2008年  業界初の男性水着キャンペーンボーイ